# Leonid Ostrowski
Leonid Alfonsowitsch Ostrowski (russisch: Леонид Альфонсович Островский, ukrainisch: Леонід Альфонсович Островський; * 17. Januar 1936 in Riga, Lettland; † 17. April 2001 in Kiew, Ukraine) war ein sowjetischer Fußballspieler auf der Position eines Verteidigers.

## Laufbahn

### Verein
Ostrowski begann seine Laufbahn als Erwachsenenfußballer bei seinem Heimatverein Daugava Riga. 1956 wechselte er in die russische Hauptstadt zu Torpedo Moskau, mit denen er 1960 sowjetischer Fußballmeister wurde und den sowjetischen Fußballpokal gewann.
Anschließend spielte Ostrowski in der ukrainischen Hauptstadt für Dynamo Kiew und gewann noch dreimal den Meistertitel (1966, 1967 und 1968) sowie zweimal den Pokalwettbewerb (1964 und 1966).

### Nationalmannschaft
Ostrowski stand bei drei aufeinander folgenden Fußball-Weltmeisterschaften (1958, 1962 und 1966) im Aufgebot der Fußballnationalmannschaft der UdSSR. Während er 1958 ohne Einsatz blieb, wurde er 1962 in allen vier Spielen der Sbornaja und 1966 in den Vorrundenspielen gegen Nordkorea (3:0) und Chile (2:1) eingesetzt.

## Erfolge
- Sowjetischer Meister: 1960, 1966, 1967, 1968
- Sowjetischer Pokalsieger: 1960, 1964, 1966